# Hydrotaea chalcogaster
Hydrotaea chalcogaster är en tvåvingeart som först beskrevs av Christian Rudolph Wilhelm Wiedemann 1824.  Hydrotaea chalcogaster ingår i släktet Hydrotaea och familjen husflugor. Inga underarter finns listade i Catalogue of Life.